# 米爾頓鎮區 (巴特勒縣)
米爾頓鎮區（英語：Milton Township）為位在美國堪薩斯州巴特勒縣的鎮區。2010年美国人口普查中該鎮區人口有1,153人。

## 歷史
米爾頓鎮區於1873年設立。該鎮區名稱以最早居住於此的居民米爾頓·C·史諾夫（Milton C. Snorf）命名。

## 地理
米爾頓鎮區涵蓋面積94.21平方（36.37平方英里），境內擁有一座城鎮：懷特沃特。

### 墓園
根據美國地質調查局的資料，此鎮區僅有3座墓園：
- 布雷納德墓園（Brainerd Cemetery）
- 哈爾德墓園（Harder Cemetery）
- 斯威斯墓園（Swiss Cemetery）

### 溪流
通過此鎮區的溪流有：
- 德賴溪（Dry Creek ）

## 人口統計
根據2010年美國人口普查，米爾頓鎮區人口有1,153人，人口密度為12.23人/平方公里。種族方面，94.45%為白人；0.26%為非裔美洲人；1.21%為美洲原住民；0.09%為亞洲人；0.52%為太平洋島民；0.35%為其他種族；另外有3.12%為兩個或以上的種族。而西班牙裔美國人或拉丁美洲人佔該鎮區人口的2.6%。

## 外部連結
- Butler County Website
- City-Data.com （页面存档备份，存于）
- Butler County Maps: Current （页面存档备份，存于）, 1936 （页面存档备份，存于）